# Димитър Драгиев
Димитър Драгиев Колев е български политик от Българския земеделски народен съюз (БЗНС) и водач на неговото умерено крило в началото на 20 век. Близък е на идеите на толстоизма за ненасилие в живота.
Димитър Драгиев е народен представител в XII (1902 – 1903), XIV (1908 – 1911), XV (1911 – 1913), XVI (1913), XVII (1914 – 1919) и XVIII (1919 – 1920) Обикновено Народно събрание и в V велико народно събрание (1911).

## Биография
Димитър Драгиев е роден на 13 ноември (1 ноември стар стил) 1869 в с. Радне махле (днес Раднево). Завършва гимназия в Хасково, след което е учител в Радне махле (1886 – 1897) и Стара Загора. Драгиев развива активна обществена дейност и е сред основателите на няколко кооперации. С бащата на Гео Милев, Мильо Касабов е основател на книжовно дружество „Просвета“, издало до 1897 г. 38 книжки.
През 1899 Димитър Драгиев е сред основателите на БЗНС и водач на групата, настояваща за превръщането му в политическа партия. Той става подпредседател (1901 – 1902) и председател (1902 – 1908) на неговия Управителен съвет. Издава вестник „Справедливост“ (1899 – 1902), а през 1902 е сред създателите на вестник „Земеделско знаме“.
От самото начало на съществуването на БЗНС Димитър Драгиев е сред водачите на умереното крило в него. По време на Първата световна война той влиза в конфликт с радикалната група около Александър Димитров. Драгиев се противопоставя на Владайското въстание и конфликтът му с лидера Александър Стамболийски се задълбочава. Той взима участие в двата кабинета на Теодор Теодоров, но отказва да влезе в правителството на Стамболийски.
През 1919 Димитър Драгиев е изключен от БЗНС и основава първата от множеството паралелни партии, носещи това име БЗНС „Стара Загора“. Той започва издаването на вестник „Земеделска правда“, като се противопоставя на авторитарните методи на Стамболийски. БЗНС „Стара Загора“ продължава да съществува до Деветнадесетомайския преврат през 1934 и взима участие в коалицията Народен блок, но самият Димитър Драгиев се оттегля от политическия живот в края на 20-те години.